# Carlos Castagneto
Carlos Daniel Castagneto (La Plata, 1 de noviembre de 1960) es un político, contador público y exfutbolista argentino. Fue diputado nacional por la provincia de Buenos Aires, electo por primera vez en 2015, y nuevamente en 2019. Ocupó el cargo de administrador Federal de Ingresos Públicos (AFIP) desde el 5 de agosto de 2022 hasta el 10 de diciembre de 2023.
Se desempeñó como director de la Dirección General de los Recursos de la Seguridad Social 
de la AFIP (2019—2022) durante la administración de su predecesora, Mercedes Marcó del Pont.

## Trayectoria como futbolista
Carlos Castagneto jugaba en la posición de arquero. Lo hizo para varios equipos de Argentina y de América. 
Debutó en Club de Gimnasia y Esgrima La Plata, luego jugó en Temperley, San Lorenzo, Defensores de Belgrano, Quilmes y Bucaramanga de Colombia, entre otros.
En 1991 jugó en el Sporting Cristal de Perú bajo la conducción técnica de Juan Carlos Oblitas. Una lesión propiciada por una patada en el pecho de parte del jugador Andrés Gonzales Luján cuando se jugaba la liguilla final le impidió jugar por tres meses. Regresó en el mes de noviembre, jugando algunos partidos del segundo torneo, en la obtención del título nacional.
Luego jugó por Deportes La Serena de Chile, y el Guaraní, de Paraguay.

### Clubes
| Club                        | País      | Año       |
| --------------------------- | --------- | --------- |
| Gimnasia y Esgrima La Plata | Argentina | 1982-1986 |
| Defensores de Belgrano      | Argentina | 1986      |
| Temperley                   | Argentina | 1986-1987 |
| Bucaramanga                 | Colombia  | 1987      |
| San Lorenzo                 | Argentina | 1988-1989 |
| Quilmes                     | Argentina | 1989-1990 |
| Sporting Cristal            | Perú      | 1991      |
| Deportes La Serena          | Chile     | 1992      |
| Guaraní                     | Paraguay  | 1993      |

### Campeonatos nacionales
| Título           | Club             | País | Año  |
| ---------------- | ---------------- | ---- | ---- |
| Primera División | Sporting Cristal | Perú | 1991 |

## Trayectoria política
Es contador público nacional. Su carrera política comenzó en 1993 como coordinador de gestión del Instituto de Menores de la provincia de Buenos Aires. Luego, en 1995, director general de administración de la Secretaría de Desarrollo Social de la Nación. En 1998 pasó a desempeñarse como Jefe de gabinete en la Secretaría de Programación para la Prevención de la Drogadicción y la Lucha contra el Narcotráfico. En el 2000, Auditor de la dirección general de escuelas de la provincia de Buenos Aires. En 2001 fue Jefe de Gabinete de la Secretaría de lucha contra la Drogadicción de la provincia de Buenos Aires. Para el 2002 fue designado subsecretario de coordinación del Ministerio de Desarrollo Social de la Nación. Entre 2003 y 2015, ocupó el cargo de secretario de Coordinación y monitoreo institucional del mencionado ministerio.
Entre 2003 y 2005, pasó a ser presidente de la Comisión Nacional de Pensiones no contributivas, y en 2009, Secretario ejecutivo del Consejo Nacional de Políticas Sociales. Entre 2003 y 2015, además, fue accionista de Lotería Nacional.
Desde 2015 se desempeñó como diputado nacional por la provincia de Buenos Aires. Fue el autor del proyecto de ley de electrodependientes número 27351, votado por unanimidad en ambas cámaras. Pertenece a las comisiones: Legislación penal (Secretario), Acción social y salud pública (vocal), Comercio (vocal), Defensa del consumidor, del usuario y de la competencia (vocal), Deportes (vocal), Pequeñas y medianas empresas (vocal), Presupuesto y hacienda (vocal).
Es además secretario de la comisión bicameral de la cuenta de inversiones.
Paralelamente, ocupó los cargos de consejero nacional del Partido Justicialista (2009-2017), congresal nacional del mismo partido (2009-2017)
y presidente nacional del Partido Kolina en 2018.
En 2019 fue elegido nuevamente como diputado nacional por la provincia de Buenos Aires, en la lista del Frente de Todos que encabezaban Alberto Fernández como presidente y Cristina Fernández de Kirchner como vicepresidenta.